# Festival de la Canción de Eurovisión 1997
El XLII Festival de la Canción de Eurovisión fue celebrado el 3 de mayo de 1997 en el Point Theatre de Dublín (Irlanda) con 3500 espectadores en vivo. Los presentadores fueron el cantante Ronan Keating y la presentadora Carrie Crowley.  
La conocida banda norteamericana Katrina & The Waves, representando al Reino Unido, fueron los vencedores con el tema "Love Shine a Light", recibiendo la máxima puntuación de diez países con un total de 227 puntos, resultado que ha permanecido como el más alto hasta la llegada del sistema de semifinales en 2004.
Después de la controversia creada el año anterior con el sistema de preselección de países para participar en el festival, se introdujo un nuevo sistema: los países con la media más baja de puntos durante los cinco años anteriores quedarían excluidos para el festival de este año. De este modo, el número de participantes activos quedaría reducido a solo veinticinco.
Israel decidió no participar al coincidir la fecha de celebración del certamen con el Día en recuerdo del Holocausto, siendo cedida su plaza a Bosnia y Herzegovina. Italia, uno de los siete fundadores, se retiró de forma indefinida hasta su regreso en la edición de 2011.
En esta edición, cinco países (Alemania, Austria, Suecia, Suiza y el Reino Unido) utilizaron por primera vez el sistema del voto telefónico como una forma de contrarrestar los bajos índices de audiencia en estos países y de acercar el evento a una audiencia más joven. Islandia, por ejemplo, recibió 16 de sus 18 puntos por parte de los cinco países con televoto.
El escenario, diseñado por Paula Farrell como los escenarios de 1988 y 1994, estaba inspirado en el nuevo mundo de las telecomunicaciones, con multitud de monitores diseminados en el fondo y en el suelo. Anna Maria Jopek, Marcos Llunas, Alla Pugacheva, o los vencedores Katrina & The Waves fueron algunos de los nombres más importantes de esta edición.

## Participantes
Un total de 25 países tomaron parte de esta edición del festival. De los participantes en 1996 fueron relegados cuatro países inicialmente: Bélgica, Eslovaquia, Bosnia y Herzegovina y Finlandia. Así se le dio la opción de regresar a los países eliminados en la ronda preliminar del año anterior. De estos 7 países aceptaron regresar 5: Alemania, Hungría, Dinamarca, Rusia e Israel. Finalmente, Israel decidió no participar por la coincidencia del festival con la celebración del Día en recuerdo del Holocausto, con lo cual Bosnia y Herzegovina pudo participar a final de cuentas. A estos países se les unió Italia que no participaba desde 1994.  

### Canciones y selección
| País y TV                   | Título original de la canción  | Artista                     | Proceso y fecha de selección                               |
| País y TV                   | Traducción al español          | Idiomas                     | Proceso y fecha de selección                               |
| --------------------------- | ------------------------------ | --------------------------- | ---------------------------------------------------------- |
| Alemania ARD                | Zeit                           | Bianca Shomburg             | Countdown Grand Prix 1997, 27-02-1997                      |
| Alemania ARD                | Tiempo                         | Alemán                      | Countdown Grand Prix 1997, 27-02-1997                      |
| Austria ORF                 | One Step                       | Bettina Soriat              | Elección Interna                                           |
| Austria ORF                 | Un paso                        | Alemán                      | Elección Interna                                           |
| Bosnia y Herzegovina RTVBIH | Goodbye                        | Alma Čardžić                | Eurosong BiH, 22-02-1997                                   |
| Bosnia y Herzegovina RTVBIH | Adiós                          | Bosnio                      | Eurosong BiH, 22-02-1997                                   |
| Chipre CyBC                 | Mana Mou                       | Hara & Andreas Constantinou | Final Nacional, 18-02-1997                                 |
| Chipre CyBC                 | Madre Patria                   | Griego                      | Final Nacional, 18-02-1997                                 |
| Croacia HRT                 | Probudi Me                     | E.N.I.                      | Dora 1997, 09-03-1997                                      |
| Croacia HRT                 | Despiértame                    | Croata                      | Dora 1997, 09-03-1997                                      |
| Dinamarca DR                | Stemmen I Mit Liv              | Kølig Kaj                   | Dansk Melodi Grand-Prix 1997, 01-03-1997                   |
| Dinamarca DR                | La voz de mi vida              | Danés                       | Dansk Melodi Grand-Prix 1997, 01-03-1997                   |
| Eslovenia RTVSLO            | Zbudi Se                       | Tanja Ribič                 | EMA 1997, 22-02-1997                                       |
| Eslovenia RTVSLO            | Despierta                      | Esloveno                    | EMA 1997, 22-02-1997                                       |
| España TVE                  | Sin rencor                     | Marcos Llunas               | Elección Interna                                           |
| España TVE                  | -                              | Español                     | Elección Interna                                           |
| Estonia ERR                 | Keelatud Maa                   | Maarja-Liis Ilus            | Eurolaul 1997, 15-02-1997                                  |
| Estonia ERR                 | Tierra prohibida               | Estonio                     | Eurolaul 1997, 15-02-1997                                  |
| Francia FT2                 | Sentiments Songes              | Fanny Biascamano            | Elección Interna                                           |
| Francia FT2                 | Sentimientos soñados           | Francés                     | Elección Interna                                           |
| Grecia ERT                  | Horepse                        | Marianna Zorba              | Elección Interna                                           |
| Grecia ERT                  | Baila                          | Griego                      | Elección Interna                                           |
| Hungría MTV                 | Miért Kell, Hogy Elmenj?       | V.I.P.                      | Final Nacional, 28-02-1997                                 |
| Hungría MTV                 | ¿Por qué tienes que marcharte? | Húngaro                     | Final Nacional, 28-02-1997                                 |
| Irlanda RTÉ                 | Mysterious Woman               | Marc Roberts                | Eurosong 1997, 09-03-1997                                  |
| Irlanda RTÉ                 | Mujer misteriosa               | Inglés                      | Eurosong 1997, 09-03-1997                                  |
| Islandia RÚV                | Minn Hinsti Dans               | Paul Oscar                  | Elección Interna                                           |
| Islandia RÚV                | Mi último baile                | Islandés                    | Elección Interna                                           |
| Italia RAI                  | Fiumi Di Parole                | Jalisse                     | Festival de San Remo 1997, 22-02-1997                      |
| Italia RAI                  | Ríos de palabras               | Italiano                    | Festival de San Remo 1997, 22-02-1997                      |
| Malta PBS                   | Let Me Fly                     | Debbie Scerri               | Final Nacional, 25-01-1997                                 |
| Malta PBS                   | Déjame volar                   | Inglés                      | Final Nacional, 25-01-1997                                 |
| Noruega NRK                 | San Francisco                  | Tor Endresen                | Melodi Grand Prix, 08-02-1997                              |
| Noruega NRK                 | -                              | Noruego                     | Melodi Grand Prix, 08-02-1997                              |
| Países Bajos NOS            | Niemand Heeft Nog Tijd         | Mrs. Einstein               | Nationaal Songfestival 1997, 23-02-1997                    |
| Países Bajos NOS            | Ya nadie tiene tiempo          | Neerlandés                  | Nationaal Songfestival 1997, 23-02-1997                    |
| Polonia TVP                 | Ale Jestem                     | Anna Maria Jopek            | Elección Interna                                           |
| Polonia TVP                 | Pero soy                       | Polaco                      | Elección Interna                                           |
| Portugal RTP                | Antes Do Adeus                 | Célia Lawson                | Festival da Canção 1997, 07-03-1997                        |
| Portugal RTP                | Antes del adiós                | Portugués                   | Festival da Canção 1997, 07-03-1997                        |
| Reino Unido BBC             | Love Shine a Light             | Katrina & The Waves         | A Song for Europe 1997, 09-03-1997                         |
| Reino Unido BBC             | El amor hace brillar una luz   | Inglés                      | A Song for Europe 1997, 09-03-1997                         |
| Rusia ORT                   | Primadonna                     | Alla Pugachova              | Elección Interna                                           |
| Rusia ORT                   | -                              | Ruso                        | Elección Interna                                           |
| Suecia SVT                  | Bara Hon Älskar Mig            | Blond                       | Melodifestivalen 1997, 08-03-1997                          |
| Suecia SVT                  | Si ella me amara               | Sueco                       | Melodifestivalen 1997, 08-03-1997                          |
| Suiza SSR SRG               | Dentro Di Me                   | Barbara Berta               | Elección Interna                                           |
| Suiza SSR SRG               | Dentro de mí                   | Italiano                    | Elección Interna                                           |
| Turquía TRT                 | Dinle                          | Şebnem Paker & Grup Etnic   | Eurovision Şarkı Yarışması Türkiye Finali 1997, 01-03-1997 |
| Turquía TRT                 | Escucha                        | Turco                       | Eurovision Şarkı Yarışması Türkiye Finali 1997, 01-03-1997 |

## Celebración del Festival
La siguiente tabla muestra los resultados de las 25 canciones participantes. Tras el inicio de las votaciones Reino Unido e Irlanda comenzaron a obtener las más altas puntuaciones con lo que se fueron a los primeros puestos. Tras los resultados de los 25 países, la canción favorita "Love Shine a Light" de Katrina & The Waves consiguió un total de 227 puntos con lo que el Reino Unido fue declarado ganador del festival por 5° ocasión. El tema fue votado por todos los países, de los cuales 10, les otorgaron la máxima puntuación y le sacó un total de 70 puntos de diferencia a su más inmediato perseguidor; Con esto, los representantes británicos tanto el récord de puntuación antes de que se impusieran las semifinales, y el récord de mayor número de veces que un país consigue los "12 puntos", que sería superado hasta en 2009 por Alexander Rybak y posteriormente en 2012 por Loreen. A pesar de la aplastante victoria británica, Reino Unido no se pondría en el liderazgo hasta la cuarta votación. Antes Grecia y Malta fueron las primeras de la tabla, pero muy pronto Reino Unido le arrebató el puesto y se marcó una de las victorias más aplastantes de la Historia del Festival.
El segundo lugar cayó en manos del anfitrión Irlanda, con la balada "Mysterious Woman" de Marc Roberts, que obtuvo 157 puntos y la máxima puntuación por parte del televoto del Reino Unido. La sorpresa del festival sería Turquía que alcanzaría el 3° lugar con 121 puntos. Este país que no estaba acostumbrado a los buenos resultados en esos tiempos, obtendría su primer gran resultado con Şebnem Paker junto al Grup Etnic que con la canción folk "Dinle" asegurarían la participación del país en el año siguiente cuando necesitaba sumar más de 100 puntos. El cuarto lugar fue para otra favorita: Italia con el dúo Jalisse y la canción "Fiumi Di Parole". Cerrando el top-5, con 98 puntos y arrebatándole el lugar a España de último momento, se posicionó Chipre igualando su mejor resultado histórico. 
- En negrita, países clasificados para 1998.

| #  | País                 | Intérprete(s)               | Canción                    | Lugar | Puntos |
| -- | -------------------- | --------------------------- | -------------------------- | ----- | ------ |
| 01 | Chipre               | Hara & Andreas Constantinou | «Mana Mou»                 | 5     | 98     |
| 02 | Turquía              | Şebnem Paker & Grup Etnic   | «Dinle»                    | 3     | 121    |
| 03 | Noruega              | Tor Endresen                | «San Francisco»            | 24    | 0      |
| 04 | Austria              | Bettina Soriat              | «One Step»                 | 21    | 12     |
| 05 | Irlanda              | Marc Roberts                | «Mysterious Woman»         | 2     | 157    |
| 06 | Eslovenia            | Tanja Ribič                 | «Zbudi Se»                 | 10    | 60     |
| 07 | Suiza                | Barbara Berta               | «Dentro Di Me»             | 23    | 5      |
| 08 | Países Bajos         | Mrs. Einstein               | «Niemand Heeft Nog Tijd»   | 22    | 5      |
| 09 | Italia               | Jalisse                     | «Fiumi Di Parole»          | 4     | 114    |
| 10 | España               | Marcos Llunas               | «Sin rencor»               | 6     | 96     |
| 11 | Alemania             | Bianca Shomburg             | «Zeit»                     | 19    | 22     |
| 12 | Polonia              | Anna Maria Jopek            | «Ale Jestem»               | 11    | 54     |
| 13 | Estonia              | Maarja-Liis Ilus            | «Keelatud Maa»             | 8     | 82     |
| 14 | Bosnia y Herzegovina | Alma Čardžić                | «Goodbye»                  | 18    | 22     |
| 15 | Portugal             | Célia Lawson                | «Antes Do Adeus»           | 25    | 0      |
| 16 | Suecia               | Blond                       | «Bara Hon Älskar Mig»      | 14    | 36     |
| 17 | Grecia               | Marianna Zorba              | «Horepse»                  | 13    | 39     |
| 18 | Malta                | Debbie Scerri               | «Let Me Fly»               | 9     | 66     |
| 19 | Hungría              | V.I.P.                      | «Miért Kell, Hogy Elmenj?» | 12    | 39     |
| 20 | Rusia                | Alla Pugachova              | «Primadonna»               | 15    | 33     |
| 21 | Dinamarca            | Kølig Kaj                   | «Stemmen I Mit Liv»        | 16    | 25     |
| 22 | Francia              | Fanny                       | «Sentiments Songes»        | 7     | 95     |
| 23 | Croacia              | E.N.I.                      | «Probudi Me»               | 17    | 24     |
| 24 | Reino Unido          | Katrina & The Waves         | «Love Shine a Light»       | 1     | 227    |
| 25 | Islandia             | Paul Oscar                  | «Minn Hinsti Dans»         | 20    | 18     |

## Votación

### Sistema de votación
Cada país tenía un jurado de 16 miembros (a excepción de los países que ocuparon el voto telefónico) con el que se otorgaba de 12, 10, 8, 7, 6, 5, 4, 3, 2 a 1 puntos a sus diez canciones favoritas.

### Tabla de votaciones
Procedimiento de votación usado:
|  | Votación realizada solo por televoto. |

|  | Votación realizada solo por jurado. |

| ......Participantes..... | Total | Bandera de Chipre | Bandera de Turquía | Bandera de Noruega | Bandera de Austria | Bandera de Irlanda | Bandera de Eslovenia | Bandera de Suiza | Bandera de los Países Bajos | Bandera de Italia | Bandera de España | Bandera de Alemania | Bandera de Polonia | Bandera de Estonia |    | Bandera de Portugal | Bandera de Suecia | Bandera de Grecia | Bandera de Malta | Bandera de Hungría | Bandera de Rusia | Bandera de Dinamarca | Bandera de Francia | Bandera de Croacia | Bandera del Reino Unido | Bandera de Islandia |
| ------------------------ | ----- | ----------------- | ------------------ | ------------------ | ------------------ | ------------------ | -------------------- | ---------------- | --------------------------- | ----------------- | ----------------- | ------------------- | ------------------ | ------------------ | -- | ------------------- | ----------------- | ----------------- | ---------------- | ------------------ | ---------------- | -------------------- | ------------------ | ------------------ | ----------------------- | ------------------- |
| Chipre                   | 98    |                   | 0                  | 2                  | 0                  | 3                  | 4                    | 4                | 10                          | 4                 | 10                | 5                   | 0                  | 1                  | 0  | 3                   | 0                 | 12                | 7                | 0                  | 1                | 7                    | 4                  | 4                  | 5                       | 12                  |
| Turquía                  | 121   | 0                 |                    | 0                  | 7                  | 2                  | 0                    | 6                | 2                           | 7                 | 12                | 12                  | 0                  | 6                  | 12 | 5                   | 6                 | 7                 | 10               | 6                  | 4                | 0                    | 6                  | 0                  | 4                       | 7                   |
| Noruega                  | 0     | 0                 | 0                  |                    | 0                  | 0                  | 0                    | 0                | 0                           | 0                 | 0                 | 0                   | 0                  | 0                  | 0  | 0                   | 0                 | 0                 | 0                | 0                  | 0                | 0                    | 0                  | 0                  | 0                       | 0                   |
| Austria                  | 12    | 0                 | 0                  | 0                  |                    | 0                  | 0                    | 0                | 3                           | 0                 | 0                 | 0                   | 1                  | 0                  | 0  | 0                   | 0                 | 0                 | 0                | 5                  | 3                | 0                    | 0                  | 0                  | 0                       | 0                   |
| Irlanda                  | 157   | 8                 | 6                  | 3                  | 10                 |                    | 1                    | 7                | 4                           | 10                | 6                 | 8                   | 7                  | 8                  | 8  | 10                  | 10                | 0                 | 0                | 8                  | 5                | 10                   | 10                 | 6                  | 12                      | 0                   |
| Eslovenia                | 60    | 2                 | 10                 | 0                  | 0                  | 0                  |                      | 0                | 0                           | 0                 | 0                 | 0                   | 2                  | 4                  | 7  | 4                   | 0                 | 3                 | 5                | 0                  | 10               | 0                    | 7                  | 3                  | 0                       | 3                   |
| Suiza                    | 5     | 0                 | 0                  | 0                  | 0                  | 0                  | 0                    |                  | 0                           | 2                 | 3                 | 0                   | 0                  | 0                  | 0  | 0                   | 0                 | 0                 | 0                | 0                  | 0                | 0                    | 0                  | 0                  | 0                       | 0                   |
| Países Bajos             | 5     | 0                 | 1                  | 0                  | 0                  | 0                  | 0                    | 0                |                             | 0                 | 0                 | 0                   | 0                  | 0                  | 0  | 0                   | 0                 | 0                 | 4                | 0                  | 0                | 0                    | 0                  | 0                  | 0                       | 0                   |
| Italia                   | 112   | 6                 | 5                  | 0                  | 1                  | 1                  | 10                   | 10               | 7                           |                   | 8                 | 4                   | 8                  | 0                  | 6  | 12                  | 3                 | 5                 | 0                | 3                  | 7                | 4                    | 0                  | 10                 | 3                       | 1                   |
| España                   | 96    | 10                | 4                  | 0                  | 0                  | 6                  | 5                    | 8                | 6                           | 3                 |                   | 2                   | 4                  | 0                  | 0  | 8                   | 0                 | 6                 | 12               | 10                 | 8                | 2                    | 2                  | 0                  | 0                       | 0                   |
| Alemania                 | 24    | 0                 | 0                  | 0                  | 3                  | 0                  | 0                    | 5                | 0                           | 5                 | 0                 |                     | 0                  | 0                  | 0  | 0                   | 0                 | 0                 | 3                | 1                  | 0                | 0                    | 0                  | 5                  | 0                       | 0                   |
| Polonia                  | 54    | 0                 | 0                  | 4                  | 8                  | 0                  | 7                    | 0                | 1                           | 1                 | 2                 | 6                   |                    | 3                  | 4  | 2                   | 0                 | 1                 | 0                | 7                  | 0                | 5                    | 3                  | 0                  | 0                       | 0                   |
| Estonia                  | 82    | 1                 | 0                  | 0                  | 6                  | 8                  | 3                    | 0                | 0                           | 12                | 4                 | 7                   | 6                  |                    | 1  | 1                   | 1                 | 0                 | 0                | 4                  | 0                | 8                    | 8                  | 0                  | 10                      | 2                   |
| Bosnia y Herzegovina     | 22    | 0                 | 8                  | 0                  | 4                  | 0                  | 0                    | 2                | 0                           | 0                 | 0                 | 3                   | 0                  | 0                  |    | 0                   | 4                 | 0                 | 0                | 0                  | 0                | 0                    | 0                  | 1                  | 0                       | 0                   |
| Portugal                 | 0     | 0                 | 0                  | 0                  | 0                  | 0                  | 0                    | 0                | 0                           | 0                 | 0                 | 0                   | 0                  | 0                  | 0  |                     | 0                 | 0                 | 0                | 0                  | 0                | 0                    | 0                  | 0                  | 0                       | 0                   |
| Suecia                   | 36    | 0                 | 0                  | 8                  | 0                  | 5                  | 6                    | 0                | 0                           | 0                 | 0                 | 0                   | 0                  | 0                  | 0  | 0                   |                   | 0                 | 0                | 0                  | 0                | 6                    | 0                  | 0                  | 7                       | 4                   |
| Grecia                   | 39    | 12                | 0                  | 5                  | 0                  | 0                  | 0                    | 0                | 0                           | 0                 | 7                 | 0                   | 0                  | 0                  | 0  | 0                   | 0                 |                   | 6                | 0                  | 2                | 0                    | 0                  | 7                  | 0                       | 0                   |
| Malta                    | 66    | 5                 | 12                 | 10                 | 0                  | 7                  | 0                    | 0                | 0                           | 6                 | 1                 | 0                   | 0                  | 0                  | 5  | 0                   | 0                 | 8                 |                  | 0                  | 0                | 3                    | 1                  | 8                  | 0                       | 0                   |
| Hungría                  | 39    | 0                 | 3                  | 0                  | 0                  | 4                  | 0                    | 0                | 0                           | 0                 | 0                 | 0                   | 5                  | 5                  | 0  | 0                   | 0                 | 0                 | 2                |                    | 0                | 0                    | 5                  | 2                  | 8                       | 5                   |
| Rusia                    | 33    | 0                 | 0                  | 1                  | 5                  | 0                  | 12                   | 0                | 8                           | 0                 | 0                 | 0                   | 0                  | 7                  | 0  | 0                   | 0                 | 0                 | 0                | 0                  |                  | 0                    | 0                  | 0                  | 0                       | 0                   |
| Dinamarca                | 25    | 0                 | 0                  | 7                  | 0                  | 0                  | 0                    | 1                | 0                           | 0                 | 0                 | 0                   | 0                  | 0                  | 0  | 0                   | 7                 | 2                 | 0                | 0                  | 0                |                      | 0                  | 0                  | 2                       | 6                   |
| Francia                  | 95    | 3                 | 2                  | 12                 | 0                  | 10                 | 2                    | 3                | 5                           | 0                 | 0                 | 0                   | 12                 | 12                 | 3  | 6                   | 2                 | 4                 | 0                | 2                  | 6                | 1                    |                    | 0                  | 0                       | 10                  |
| Croacia                  | 24    | 4                 | 0                  | 0                  | 0                  | 0                  | 0                    | 0                | 0                           | 0                 | 0                 | 1                   | 3                  | 0                  | 2  | 0                   | 5                 | 0                 | 8                | 0                  | 0                | 0                    | 0                  |                    | 1                       | 0                   |
| Reino Unido              | 227   | 7                 | 7                  | 6                  | 12                 | 12                 | 8                    | 12               | 12                          | 8                 | 5                 | 10                  | 10                 | 10                 | 10 | 7                   | 12                | 10                | 1                | 12                 | 12               | 12                   | 12                 | 12                 |                         | 8                   |
| Islandia                 | 18    | 0                 | 0                  | 0                  | 2                  | 0                  | 0                    | 0                | 0                           | 0                 | 0                 | 0                   | 0                  | 2                  | 0  | 0                   | 8                 | 0                 | 0                | 0                  | 0                | 0                    | 0                  | 0                  | 6                       |                     |

### Máximas puntuaciones
Tras la votación los países que recibieron 12 puntos (máxima puntuación que podía otorgar el jurado) fueron:
| N. | A           | De                                                                                         |
| -- | ----------- | ------------------------------------------------------------------------------------------ |
| 10 | Reino Unido | Austria, Irlanda, Suiza, Países Bajos, Suecia, Hungría, Rusia, Dinamarca, Francia, Croacia |
| 3  | Francia     | Noruega, Polonia, Estonia                                                                  |
| 3  | Turquía     | España, Alemania, Bosnia y Herzegovina                                                     |
| 2  | Chipre      | Grecia, Islandia                                                                           |
| 1  | España      | Malta                                                                                      |
| 1  | Estonia     | Italia                                                                                     |
| 1  | Grecia      | Chipre                                                                                     |
| 1  | Irlanda     | Reino Unido                                                                                |
| 1  | Italia      | Portugal                                                                                   |
| 1  | Malta       | Turquía                                                                                    |
| 1  | Rusia       | Eslovenia                                                                                  |

### Jurado español
El jurado español para esta edición fue presentado por José Manuel Parada y compuesto por el piloto Fernando González, la actriz María Esteve, el estudiante Manuel del Rosario, la periodista Yolanda Flores, el cantante Antonio Carbonell (representante en 1996), la estudiante Beatriz Rojo, el monitor de equitación Fernando Arias, la cantante Miryam Fultz, la actriz Mari Carrillo, el compositor Javier López de Guereña, la cantante Eva Santamaría (representante en 1993), el diseñador Pepe Rubio, la médica Ana Ojeda, el humorista Josele, el ama de casa Pilar Darder y el periodista Manolo HH. Actuó como presidente Enric Frigola, director del Centro de Televisión Española en Cataluña. El notario fue José Manuel de la Cruz Lagunero, el secretario fue Javier González y la portavoz de los votos fue Belén Fernández de Henestrosa.